# Hôn nhân cùng giới ở Colombia
Hôn nhân cùng giới đã trở thành hợp pháp tại Colombia vào ngày 28 tháng 4 năm 2016, khi Tòa án Hiến pháp Colombia phán quyết bằng một cuộc bỏ phiếu 6-3 cấm kết hôn cùng giới là vi hiến theo Hiến pháp Colombia năm 1991. Cuộc hôn nhân cùng giới đầu tiên được thực hiện tại quốc gia sau phán quyết xảy ra vào ngày 24 tháng 5 năm 2016. Đất nước này cũng đã công nhận các cặp cùng giới từ năm 2007.
Colombia là quốc gia thứ tư ở Nam Mỹ cho phép kết hôn cùng giới.

## Hôn nhân trên thực tế
Vào ngày 7 tháng 2 năm 2007, Tòa án Hiến pháp Colombia đã mở rộng một số tài sản hôn nhân theo luật chung và quyền hưởng lương hưu cho các cặp cùng giới. Một quyết định của tòa án sau đó, được lưu truyền vào tháng 10 năm 2007, đã mở rộng quyền bảo hiểm xã hội và bảo hiểm y tế cho các cặp cùng giới. Sau đó, vào ngày 28 tháng 1 năm 2009, Tòa án Hiến pháp đã sửa đổi 20 luật để trao thêm 42 quyền cho các cặp cùng giới sống chung mà trước đây chỉ được cấp cho các cặp vợ chồng dị tính (bao gồm quốc tịch, giấy phép cư trú, lời khai khi ở trong bồi thẩm đoàn, luật tài sản gia đình, v.v.). Một phán quyết cuối cùng được lưu truyền vào ngày 13 tháng 4 năm 2011 mở rộng quyền thừa kế đối với các cặp cùng giới.
Một cặp vợ chồng được coi là thực tế sau khi sống với nhau hai năm. Hôn nhân trên thực tế (tiếng Tây Ban Nha: unión marital de hecho) có thể được đăng ký hoặc chưa đăng ký; cả hai đều có cùng một trạng thái, nhưng kết hợp dân sự có thể cung cấp sự thuận tiện hơn khi truy cập quyền. Hôn nhân có thể được đăng ký thông qua chứng thư công khai trước một công chứng viên hoặc thẩm phán.
Vào ngày 26 tháng 7 năm 2011, Tòa án Hiến pháp đã ra phán quyết (trong trường hợp C-577/2011) bằng một cuộc bỏ phiếu 9-0 rằng nó không thể thay đổi định nghĩa về hôn nhân là sự kết hợp giữa nam và nữ, nhưng cũng là người cùng giới các cặp vợ chồng có quyền thành lập gia đình và ra lệnh cho Quốc hội Colombia thông qua luật giải quyết vấn đề này (cho dù bằng cách hợp pháp hóa hôn nhân cùng giới hoặc kết hôn giống như hôn nhân khác) trong thời hạn hai năm (trước ngày 20 tháng 6 năm 2013). Nếu sau đó luật không được thông qua, các cặp cùng giới sẽ tự động có thể đăng ký mối quan hệ của họ với sự trang trọng giống như các cặp vợ chồng dị tính thông qua hôn nhân.